# استیون فوستر (بازیکن فوتبال)
استیون فوستر (انگلیسی: Stephen Foster؛ زادهٔ ۱۸ سپتامبر ۱۹۸۰) بازیکن فوتبال اهل بریتانیا است.
از باشگاه‌هایی که در آن بازی کرده‌است می‌توان به باشگاه فوتبال بارنزلی، باشگاه فوتبال کرو آلکساندرا، باشگاه فوتبال ترانمره راورز، و باشگاه فوتبال برنلی اشاره کرد.